# Philip Green Wright
Pour les articles homonymes, voir Wright.
Philip Green Wright est un économiste américain né le 3 octobre 1861 et mort le 4 septembre 1934. Il est considéré comme un des précurseurs de la méthode des variables instrumentales.
Il est le père du statisticien et généticien Sewall Wright.